# Adventure Island II
Adventure Island II (Adventure Island na versão de Game Boy) é um jogo eletrônico para NES e Game Boy da Hudson Soft. Originalmente lançado em fevereiro de 1991 nos Estados Unidos, o jogo foi lançado no Japão (onde é conhecido como Takahashi Meijin no Bōken Jima Tsū) em 26 de abril do mesmo ano. Foi lançado na Europa em 22 de julho de 1992. A versão de Game Boy foi relançada no Virtual Console do Nintendo 3DS em 1º de dezembro de 2011.